# Кетлин Тарнер
Мери Кетлин Тарнер (енгл. Mary Kathleen Turner; Спрингфилд, 19. јун 1954) америчка је глумица.
Након што је дебитовала на Бродвеју 1977. године, након чега је уследио њен телевизијски деби 1978. године, Тарнер је постала широко позната током 1980-их, улогама у Телесна страст (1981 - њен први филм), Човек са два мозга (1983), Злочин из страсти (1984), Лов на зелени дијамант (1984) и Част Прицијевих (1985), последње две су јој донеле награду Златни глобус за најбољу глумицу – филмски мјузикл или комедија, а Пеги Сју се удала (1986), за коју је била номинована за Оскара за најбољу глумицу.
Касније је имала улоге у Смрт недужних (1999), Бебе генијалци (1999), Красавицата (2000) и Марли и ја (2008). Тарнерине гласовне улоге укључују Џесика Ребит у филмовима Ко је сместио зеки Роџеру (1988), Кућа чудовишта (2006) и гласовне ликове у телевизијским серијама Симпсонови, Породични човек, Краљ брда и Рик и Морти.

## Младост
Рођена 19. јуна 1954. у Спрингфилду, Мисури, као ћерка за Петси (рођена Маги) и Алена Ричарда Тарнера, службеника америчке дипломатске службе који је одрастао у Кини (где је Тарнерин прадеда био методистички мисионар), Тарнер је треће од четворо деце и једино које је рођено у Сједињеним Државама. Има сестру Сузан и два брата.
Одгајана у строго конзервативном хришћанском дому, Тарнерино интересовање за глуму обесхрабрила су оба њена родитеља: „Мој отац је био мисионарског порекла“, касније је објаснила, „тако да су позориште и глума били само један корак даље од уличног шетача, знате? Дакле, када сам ја наступала у школи, он би возио моју маму [тамо] и сео у ауто. Она би излазила на паузама и говорила му: 'Добро јој иде'."
Захваљујући очевом положају у служби спољних послова, Тарнер је одрасла у Канади, на Куби, у Венецуели и Лондону. Похађала је средњу школу у Лондону, завршивши 1972. „Почетак праве глуме за мене је почео током средње школе у Лондону“, навела је она у својим мемоарима из 2008. године. „Било нас је седморо који смо били нека врста позоришне мафије. Продуцирали смо, режирали, глумили, бирали представе, једног наставника отпустили, а другог запослили. Њен отац је умро од коронарне тромбозе недељу дана пре њеног завршетка средњошколског школовања, а породица се вратила у Спрингфилд у Мисурију.

## Филмографија
| Улоге  |                         |               |                                |          |
| Година | Српски назив            | Изворни назив | Улога                          | Напомена |
| 1981.  | Телесна страст          |               | Мети Вокер/Мери Ен Расел       |          |
| 1983.  | Човек са два мозга      |               | Долорес Бенедикт               |          |
| 1984.  | Лов на зелени дијамант  |               | Џоун Вилдер                    |          |
| 1984.  | Нова врста              |               | Стела Клејтон                  |          |
| 1984.  | Злочин из страсти       |               | Џоана Крејн/Чајна Блу          |          |
| 1985.  | Част Прицијевих         |               | Ајрин Вокер                    |          |
| 1985.  | Драгуљ са Нила          |               | Џоун Вилдер                    |          |
| 1986.  |                         |               | -                              |          |
| 1986.  | Пеги Сју се удала       |               | Пеги Сју Келшер/Пеги Сју Бодел |          |
| 1987.  | Ђулија и Ђулија         |               | Џулија                         |          |
| 1988.  | Укључујемо се у програм |               | Кристи Колеран                 |          |
| 1988.  | Случајни туриста        |               | Сара Лири                      |          |
| 1989.  |                         |               | Џесика Рабит                   |          |
| 1989.  | Рат Роузових            |               | Барабара Роуз                  |          |
| 1990.  |                         |               | Џесика Рабит                   |          |
| 1991.  |                         |               | Викторија Вошровски            |          |
| 1993.  |                         |               | Дејна Колс                     |          |
| 1993.  |                         |               | Џесика Рабит                   |          |
| 1993.  |                         |               | Рут Метјуз                     |          |
| 1993.  |                         |               | Џејн Блу                       |          |
| 1994.  |                         |               | Беверли Р. Сатфин              |          |
| 1994.  |                         |               | -                              |          |
| 1995.  |                         |               | Фани Конлин                    |          |
| 1995.  |                         |               | Алберта Трејгер                |          |
| 1997.  |                         |               | Модер                          |          |
| 1997.  |                         |               | Клаудија                       |          |
| 1997.  |                         |               | Ди Ди Тејлор                   |          |
| 1998.  |                         |               | Бренда Витлес                  |          |
| 1999.  |                         |               | Елена Киндер                   |          |
| 1999.  |                         |               | госпођа Лизбон                 |          |
| 2000.  |                         |               | Клодет                         |          |
| 2000.  | Лепотица                |               | Верна Чикл                     |          |
| 2000.  |                         |               | Ребека Керн                    |          |
| 2004.  |                         |               | -                              |          |
| 2006.  |                         |               | Констанс                       |          |
| 2009.  | Марли и ја              |               |                                |          |
| 2014.  | Глупљи и тупљи ДА       |               | Фрида Фелчер                   |          |
| 2022.  | Наследство              |               | Хилда                          |          |